# Live by the Code
Live by the Code – piąty album studyjny amerykańskiego zespołu Terror. Datę premiery wyznaczono na 9 kwietnia 2013 roku.
Według Scotta Vogela tytuł płyty nie odnosi się do rzekomego kodu czy zasad bycia hardcore, a jego zdaniem odpowiedzią wyjaśniającą znaczenie tych słów jest okładka płyty.
Kontrakt na wydanie albumu podpisano z wytwórnią muzyczną Victory Records. Jako pierwszy utwór z płyty w lutym została udostępniona tytułowa piosenka, do której nakręcono teledysk. Ponadto płytę promował teledysk do utworu "The Most High".

## Lista utworów
1. "The Most High" 2:44
2. "Not Impressed" 2:01
3. "Cold Truth" 2:59
4. "I’m Only Stronger" 2:53
5. "Live By the Code" 1:51
6. "The Good Die Young" 2:09
7. "Shot of Reality" 2:41
8. "Hard Lessons" 2:43
9. "Invasion" 2:20
10. "Nothing in Your Head" 2:18
11. "One Blood" 2:00

## Twórcy
Członkowie zespołu
- Scott Vogel – śpiew
- Nick Jett – perkusja
- Martin Stewart – gitara elektryczna
- David Wood – gitara basowa
- Jordan Posner – gitara elektryczna